# 광주광역시립도서관
광주광역시립도서관은 대한민국 광주광역시에 위치한 공립 도서관이다.

## 연혁
- 1981년 12월 15일 무등도서관 개관 - 북구 우산동 소재
- 1989년 4월 18일 사직도서관 개관 - 남구 양림동 소재
- 1997년 11월 14일 산수도서관 개관 - 동구 산수동 소재
- 1998년 9월 4일 시립도서관(무등, 사직, 산수도서관)통합